# Mojkovac
Mojkovac (crnogorski: Мојковац) je općina i gradić na sjeveru Crne Gore na rijeci Tari.

## Stanovništvo
Po posljednjem službenom popisu stanovništva iz 2011. godine, općina Mojkovac imala je 8.622 stanovnika, raspoređenih u 15 naseljenih mjesta.
Nacionalni sastav: 
- Crnogorci - 5.097 (59,12)
- Srbi - 3.058 (35,47)
- nacionalno neopredijeljeni - 330 (3,83)
- ostali - 36 (0,42)

Vjerski sastav:
- pravoslavni - 8.250 (95,69)
- ostali - 73 (0,85)
- ne žele da se izjasne - 169 (1,96)
- ne vjeruju - 74 (0,86)[1]

Jezici:
- srpski - 4.779 (55,43)
- crnogorski - 3.331 (38,63)
- ostali i nepoznato -

## Poznatiji Mojkovčani
- Zoran Simović
- Milovan Đilas
- Božo Bulatović
- Borislav Jovanović
- Vuk Minić
- Todor Baković
- Stefan Savić
- Darko Stanić
- Dragiša Madžgalj

## Naseljena mjesta
Bistrica,
Bjelojevići,
Bojna Njiva,
Brskovo,
Dobrilovina,
Gojakovići,
Lepenac,
Mojkovac,
Podbišće,
Polja,
Prošćenje,
Stevanovac,
Štitarica,
Uroševina i 
Žari,

## Nacionalni sastav po naseljenim mjestima
UPOZORENJE: Slijede rezultati popisa iz 2003., no 2011. je održan novi popis čiji detaljni rezultati po naseljenim mjestima još nisu službeno objavljeni.
Apsolutna etnička većina:
██ Crnogorci
| naseljeno mjesto | ukupno | Crnogorci | Srbi  | neopredijeljeni | ostali |
| Bistrica         | 152    | 124       | 28    | 0               | 0      |
| Bjelojevići      | 232    | 97        | 128   | 7               | 0      |
| Bojna Njiva      | 362    | 198       | 163   | 1               | 0      |
| Brskovo          | 276    | 113       | 152   | 4               | 7      |
| Dobrilovina      | 55     | 49        | 4     | 2               | 0      |
| Gojakovići       | 137    | 62        | 72    | 3               | 0      |
| Lepenac          | 452    | 266       | 172   | 13              | 1      |
| Mojkovac         | 4,120  | 2,221     | 1,707 | 134             | 58     |
| Podbišće         | 671    | 338       | 299   | 29              | 5      |
| Polja            | 1,506  | 977       | 468   | 50              | 11     |
| Prošćenje        | 755    | 406       | 315   | 28              | 6      |
| Stevanovac       | 230    | 118       | 104   | 7               | 1      |
| Štitarica        | 273    | 151       | 122   | 0               | 0      |
| Uroševina        | 460    | 248       | 181   | 29              | 2      |
| Žari             | 385    | 145       | 224   | 15              | 1      |
| ukupno           | 10,066 | 5,513     | 4,139 | 322             | 92     |

## Povijest
Najveći dio opštine Mojkovac, poglavito sela na desnoj obali rijeke Tare, u sastavu su crnogorske države od 1878. godine. Oslobođenje cjlelokupnoga teritorija opštine Mojkovac, te pripajanje Crnoj Gori, zbilo se 9. listopada 1912. god.